# 软枣猕猴桃
软枣猕猴桃（学名：Actinidia arguta），台灣稱之為迷你奇異果或袖珍奇異果，又名奇異莓（英文：Kiwiberry），中國大陸稱之為軟棗獼猴桃，俗称软枣子（中國东北部分地区写作方言中同音的元枣子），为猕猴桃科獼猴桃屬的植物。分布在朝鲜、日本以及中国大陆的辽宁、浙江、山西、山东、安徽、河南、吉林、云南等、河北、黑龙江等地，生长于海拔200米至3,602米的地区，多生长在山坡灌木林中、沟边、山顶杂木林中、山坡杂木林中、山坡灌丛、山坡、山谷杂木林中、林缘、山顶灌木林中、山谷、林中、山谷林下、山坡林中和阴坡杂木林中。软枣猕猴桃是1901年至2000年人工驯化栽培最成功的野生果树品种之一。

## 别名
软枣子（东北）、元枣子（东北）

## 变种
- 紫果猕猴桃（学名：Actinidia arguta var. purpurea）是猕猴桃科猕猴桃属软枣猕猴桃的变种。分布在中国大陆的陕西、湖北、云南、湖南、四川、广西、贵州等地，生长于海拔700米至3,600米的地区，多生长在溪旁、山林中以及湿润处。
- 心叶猕猴桃（学名：Actinidia arguta var. cordifolia）是猕猴桃科猕猴桃属软枣猕猴桃的变种。分布于朝鲜、日本以及中国大陆的山东、吉林、浙江、辽宁等地，生长于海拔700米的地区，一般生于山地的丛林中。
- 凸脉猕猴桃（学名：Actinidia arguta var. nervosa）为猕猴桃科猕猴桃属软枣猕猴桃的变种。分布在中国大陆的云南、四川、浙江、河南等地，生长于海拔900米至2,400米的地区，一般生长在山林中。
- 陕西猕猴桃（学名：Actinidia arguta var. giraldii）为猕猴桃科猕猴桃属软枣猕猴桃的变种。分布在中国大陆的河南、湖北、陕西、河北等地，生长于海拔1,000米的地区，常生长在山林中。